# Shefki Hysa
Shefki Mazar Hysa (ur. 20 lipca 1957 w Ersekë) – albański dziennikarz i pisarz, doktor honoris causa.

## Życiorys
W 1989 roku ukończył filologię i literaturę na Uniwersytecie w Tiranie.
W latach 1991–1997 pracował jako dziennikarz w gazecie Çamëria oraz redaktor naczelny gazet Kombi i Dielli.
Od 1995 roku pracuje jako redaktor naczelny miesięcznika Krahu i Shqiponjës mający charakter polityczny i antykomunistyczny. W 1997 roku rozpoczął pracę w administracji albańskiego parlamentu.
Jest przewodniczącym Związku Pisarzy i Artystów Albanii oraz założycielem wydawnicta Bilal Xhaferri.

## Dzieła
- Babloku[7][8]
- Bisha e bukur[7]
- Buzëqeshja[9]
- Dëshmia[7][8]
- Didini[9][7][8]
- Elimët[10]
- False Miracles[11]
- Gomarët[9][7][12]
- Ketrushja[9]
- Kryeplaku[9][12]
- Leksion dashurie[9]
- Loja e fatit[7]
- Magjia[9][7][12]
- Magjia e qytetit[9][8]
- Perandoria e idhujve[7]
- Plaku i liqeneve[7][8]
- Poeti dhe pushteti[9]
- Qafa e Botës[9][7]
- Qopeku[7][8]
- Statujëza e dashurisë[9]
- Tersi i vjeshtës[9]
- Të shtunën pasdite[7]
- Tmerri i Sidës[7]
- Ullinjtë[7][8]
- Vejusha e zezë[9][7]
- Dashuri fatale (1992)[4]
- Dashuri e përgjakur (Përtej largësive) (1992)[4]
- Lavirja e denjë për respekt (1992)[4]
- Turtullesha dhe djalli (1992)[9][10][8][4][13][14]
- Krasta Kraus (Ra Berati) (1993)[4]
- Kur dynden vikingët (1993)[4]
- Bukuroshja me hijen (1994)[4]
- Robër të paqes (1994)[15][16][4][13]
- Pjergulla e lotëve (1995)[4]
- Parajsa e mallkuar (1997)[17][7][18][4][13]
- Rrëfimet e një hajduti (1999)[9][7][4][13]
- Një natë e zakonshme (2003)[4]
- Aromë Çamërie (2004) ISBN 99927-960-1-4[19][9][10][20][4][13][21]
- Mrekullitë e rreme (2005) ISBN 99927-960-0-6[9][7][22][12][4][13][2][23][24]
- Me putrat tona shetitëm botën (2007)[4]
- Diplomacia e vetëmohimit (2008)[13]

## Życie prywatne
Dziadek Shefkiego Hysy, Shefki Hoxha był działaczem niepodległościowym na rzecz Albanii; był przeciwnikiem władzy osmańskiej, jak i władzy Ahmeda Zogu. Hoxha deklarował się jako zwolennik Fana Nolego, za co był więziony w Lezhy, gdzie zmarł w 1936 roku.
Syn Shefkiego Hoxhy, czyli ojciec Shefkiego Hysy, Mazar (zm. 1976), był nauczycielem. Był prześladowany przez władze komunistyczne. W 1960 roku Mazari został zwolniony z pracy nauczyciela z powodu działalności w Balli Kombëtar jego brata, Saddina, który został 13 listopada 1943 roku rozstrzelany przez komunistów.
Matką Shefkiego Hysy była Bahrieja, gospodyni domowa.